# 스테픈 유스타키오
스테픈 안투네스 유스타키오(포르투갈어: Stephen Antunes Eustáquio, 1996년 12월 21일 ~ )는 포르투갈계 캐나다의 축구 선수로 현재 프리메이라리가의 FC 포르투에서 수비형 미드필더로 활약하고 있으며 캐나다 대표팀의 주장을 맡고 있다.